# Hundstrup Sogn
 Ikke at forveksle med Hunstrup Sogn.
Hundstrup Sogn er et sogn i Svendborg Provsti (Fyens Stift).
I 1800-tallet var Hundstrup Sogn, som hørte til Sallinge Herred, anneks til Øster Skerninge Sogn, som hørte til Sunds Herred. Begge herreder hørte til Svendborg Amt. Øster Skerninge-Hundstrup sognekommune blev senere delt, så hvert sogn dannede sin egen sognekommune. Ved kommunalreformen i 1970 blev Hundstrup indlemmet i Egebjerg Kommune, der ved strukturreformen i 2007 indgik i Svendborg Kommune.
I Hundstrup Sogn ligger Hundstrup Kirke.
I sognet findes følgende autoriserede stednavne:
- Eskebjerg (bebyggelse, ejerlav)
- Flintholm (ejerlav, landbrugsejendom)
- Galteløkker (areal, ejerlav)
- Gundestrup (bebyggelse, ejerlav)
- Hundstrup (bebyggelse, ejerlav)
- Langeskov (ejerlav, landbrugsejendom)
- Mynderup (bebyggelse, ejerlav)
- Mynderup Hestehave (bebyggelse)
- Pilshuse (bebyggelse, ejerlav)
- Sibirien (bebyggelse)
- Stæreby (bebyggelse)